# Schloss Dargun

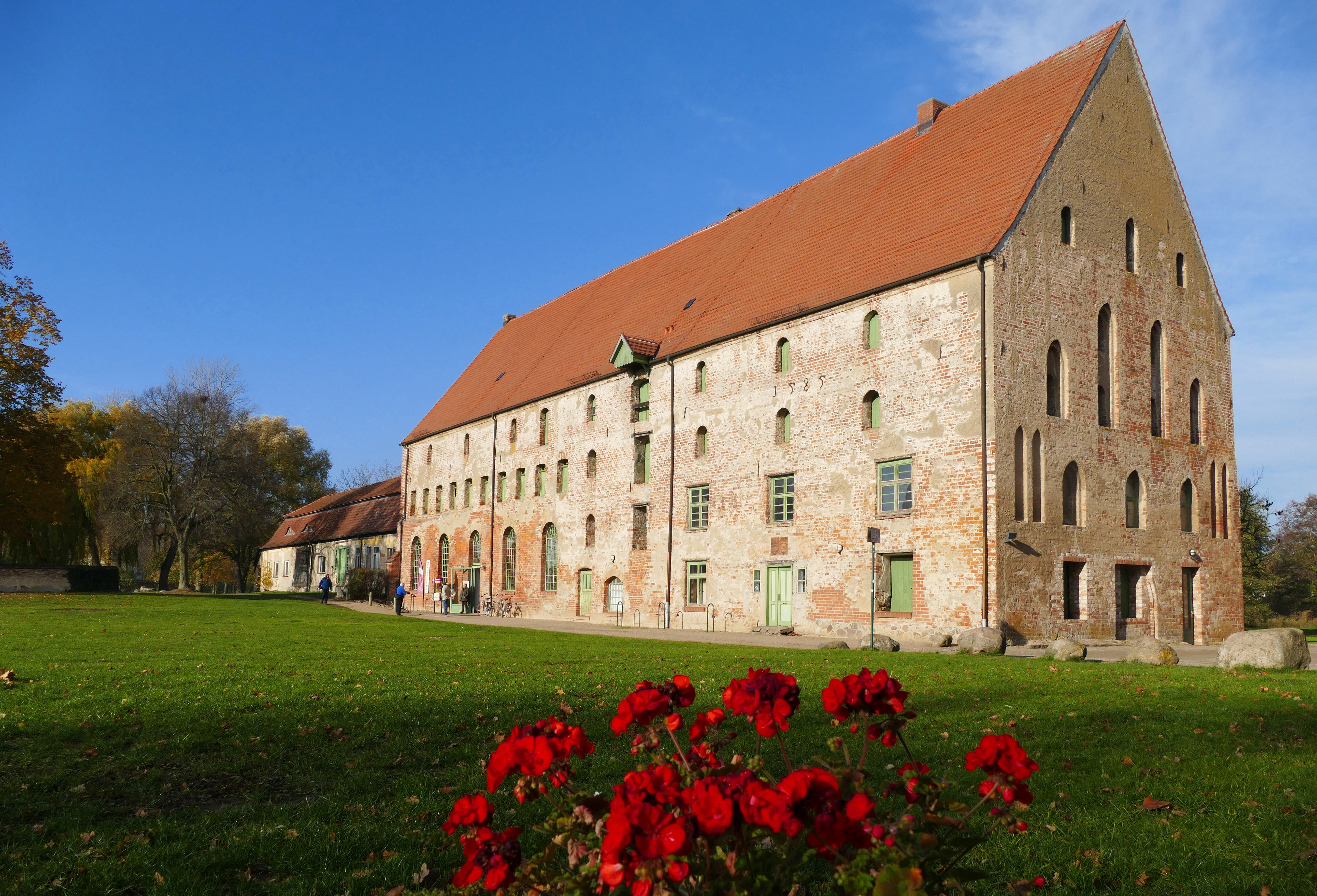
Schloss Dargun Wirtschaftsgebäude mit Klosterladen

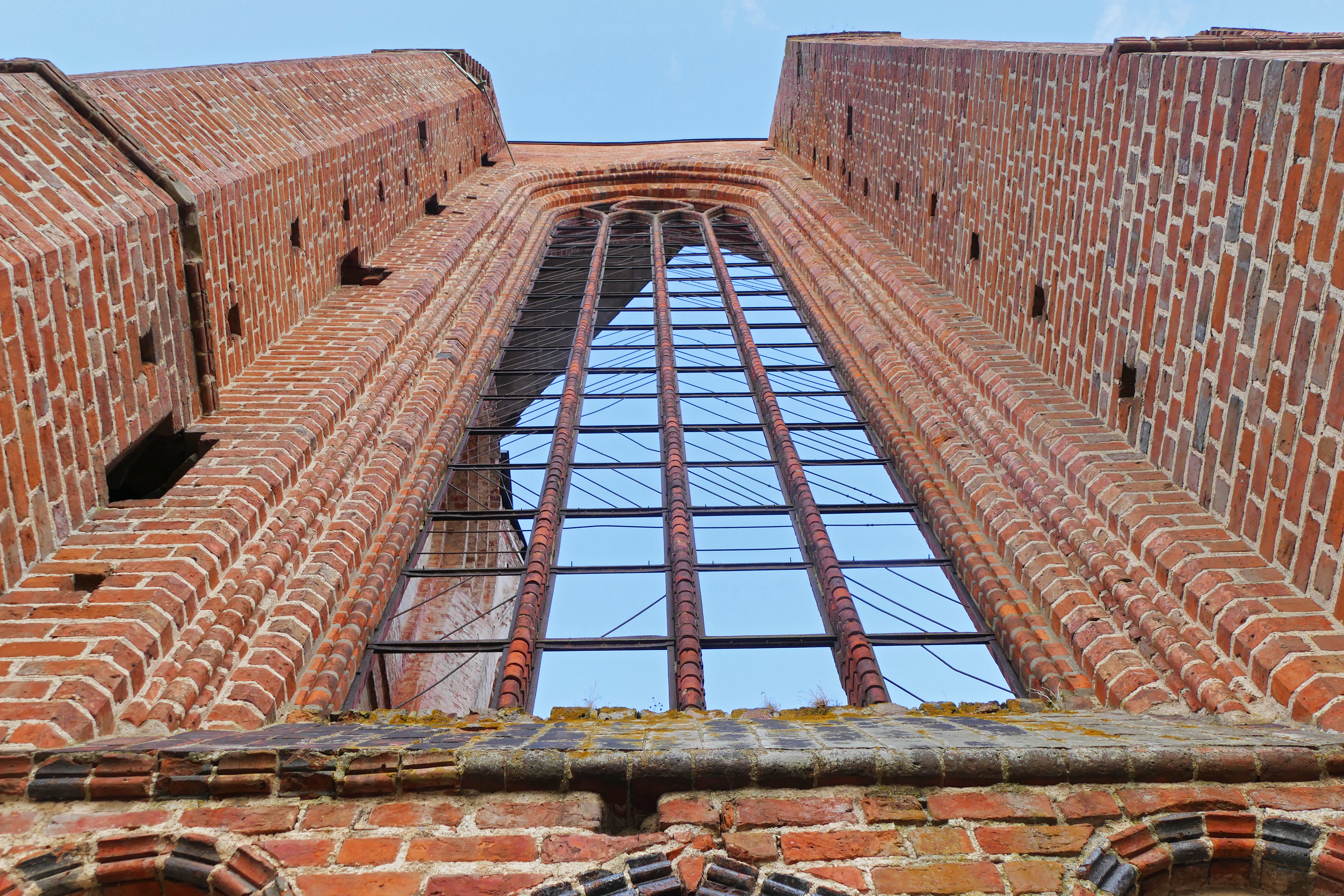
Ruine der Klosterkirche Dargun Fenster

Das in der gleichnamigen Stadt Dargun im Bundesland Mecklenburg-Vorpommern, Landkreis Mecklenburgische Seenplatte, im ehemaligen Großherzogtum Mecklenburg-Schwerin, gelegene Schloss Dargun ist aus einem Zisterzienserkloster hervorgegangen, welches nach seiner reformationsbedingten Auflösung zu einem Schloss im Renaissancestil umgebaut wurde.
Der aus dem Renaissanceschloss und der im Stil der Backsteingotik erbauten Klosterkirche bestehende Hauptkomplex ist nach einem Brand der Anlage im Jahr 1945 nur noch als gesicherte Ruine erhalten. Das Ensemble mit seinen Nebengebäuden wie Brauhaus und Teepavillon ist denkmalgeschützt. In der Ruine der Klosterkirche und im Innenhof des Schlosses finden während der Sommersaison Musikaufführungen und Ausstellungen statt. Im Modellpark Mecklenburgische Seenplatte in Neubrandenburg befindet sich ein Modell des Schlosses, das zeigt, wie es vor dem Brand ausgesehen hat. Ein Sandsteinkamin aus dem Darguner Schloss fand seinen Platz in der „Sylvestergalerie“ des Schweriner Schlosses.

## Geschichte
Nachdem Heinrich der Löwe im Jahr 1164 die Slawen am nahe gelegenen Kummerower See besiegt hatte, wurde die in Dargun vorhandene Burg bzw. Tempelanlage zerstört. An ihrer Stelle wurde im Jahr 1172 das Kloster von Bischof Berno von Schwerin als zweites Zisterzienserkloster in Mecklenburg begründet und mit dänischen Zisterziensern aus Esrom und wohl auch mit Mönchen des 1171 gegründeten Klosters Doberan besiedelt. Weil binnen weniger Jahre jedoch der Obotritenfürst Pribislaw († 1178), Fürst Kasimir († 1182), Graf Guncelin von Schwerin († 1185) und Bischof Berno († 1191) verstarben, kam die Ostkolonisation Vorpommerns ins Stocken. Die Wenden erhoben sich und erlangten kurzzeitig die Herrschaft zurück. Das Kloster wurde zerstört und lag einige Jahre wüst. Die Mönche siedelte Jaromar I. in das neugegründete Kloster Eldena um. Noch 1209 scheiterte der Versuch einer Wiederbesiedlung, die erst 1216 unter dem Camminer Bischof Sigwin abermals mit Mönchen des Klosters Doberan gelang.
Im Zuge der Säkularisation des Klosters gegen Mitte des 16. Jahrhunderts übernahm Herzog Ulrich I. von Mecklenburg-Güstrow im Jahr 1556 den Gebäudekomplex. Nach Erlöschen der Güstrower Herzogslinie geriet das ausgebaute Schloss an die Herzöge von Mecklenburg-Schwerin, die die Anlage im frühen 17. Jahrhundert erweiterten und nach Zerstörungen im Dreißigjährigen Krieg unter Herzog Gustav Adolf (1633–1695) wiederaufbauten. Das Schloss blieb im Wesentlichen in seiner Gestalt aus dem späten 17. Jahrhundert erhalten und war zunächst noch Sitz von Gustav Adolfs unverheirateter Tochter Auguste (1674–1756), die es 1720 als Apanage erhielt, nach deren Tod dann Sitz des Domanialamts und Wohnsitz fürstlicher Beamter. Das Schloss wurde im späten 19. Jahrhundert renoviert und weiter zu Verwaltungs- und Wohnzwecken genutzt. In den letzten Kriegstagen 1945, nach Einmarsch der Roten Armee, fiel der gesamte Schlosskomplex mit Schlosskirche (ehemalige Klosterkirche, evangelisches Gotteshaus) einer Brandstiftung durch sowjetische Soldaten zum Opfer und wurde dadurch zur Ruine. Seit 1991 finden Sicherungs- und Restaurierungsmaßnahmen an der Anlage statt.

## Baulichkeiten

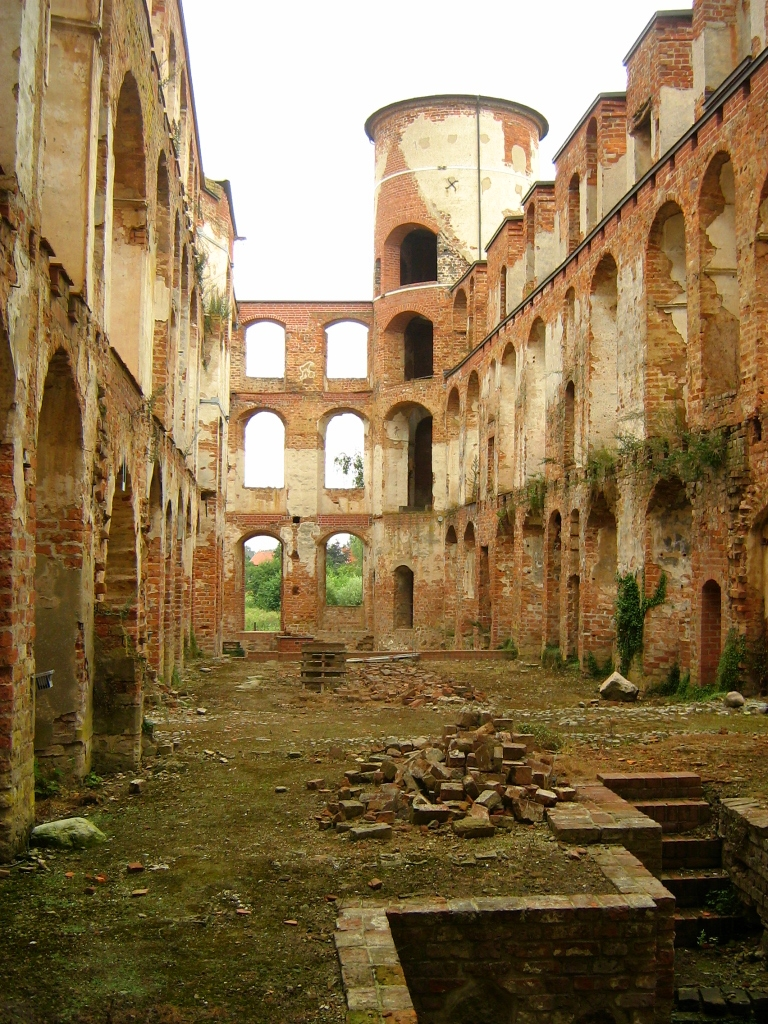
Blick in das Innere des hinteren Schlosstraktes

Das Schloss Dargun ist ein Hauptwerk des mecklenburgischen Schlossbaus. Es entstand aus dem Komplex eines 1172 als Filiation von Kloster Esrom gegründeten Klosters, das nach seiner Zerstörung 1209 mit Doberaner Mönchen neu besetzt wurde. Nach der Säkularisation 1552 war es als Nebenresidenz des herzoglichen Hauses Mecklenburg-Güstrow ausgebaut worden.

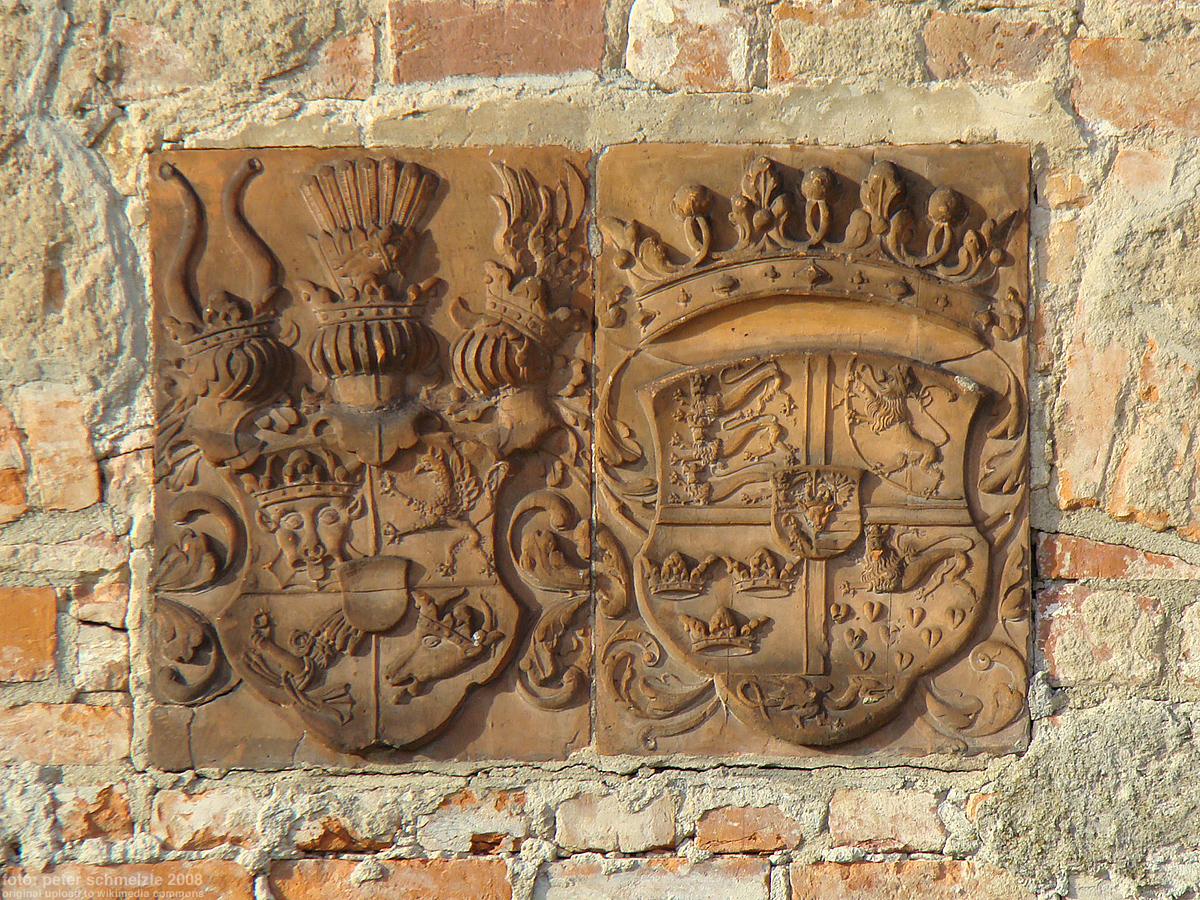
Wappensteine an der Brauerei von Schloss Dargun

Zu den ältesten Bauteilen gehört die Südwand des nördlichen Flügels, die hinter den vorgebauten Arkaden liegt. Zu Zeiten des Klosters lagen hier im Erdgeschoss die Küchen- und Wirtschaftsräume des Klosters, darüber befand sich das Refektorium, oder der Speisesaal. Die innere Wandseite der westlichen Vorderfront stammt ebenfalls aus dieser Zeit. Man erkennt dort Spuren alter Spitzbogenarkaden.
Erste Umbauten zu einem weltlichen Schloss fanden wohl schon unter Herzog Ulrich im 16. Jahrhundert statt, erste gründliche Umänderungen zum Schloss machte aber der calvinistisch gesinnte Herzog Johann Albrecht II. Von ihm stammen unzweifelhaft die Arkaden, mit toskanischer Säulenordnung im Erdgeschoss, ionischer Ordnung in der Mitteletage und mit runden Holzsäulen im Obergeschoss.
Der östliche Teil des Schlosses ist vor 1618 fertiggestellt worden, denn am Risalit des Hofes zeigen sich die Wappen Herzog Johann Albrechts und seiner Gemahlin Margaretha Elisabeth von Mecklenburg-Schwerin († 1616). 1618 heiratete er Prinzessin Elisabeth von Hessen-Kassel († 1625). Der Westflügel muss also zwischen 1618 und 1626 fertiggestellt worden sein, denn am dortigen Risalit sind die Wappen des Herzogs, seiner ersten und seiner zweiten Frau zu sehen. Das dritte Mal heiratete er 1626 Eleonore Marie von Anhalt-Bernburg († 1657). Herzog Johann Albrecht II. selbst starb 1636.
1637 wurde das Schloss von den kaiserlichen Truppen des Generals Gallas in schonungsloser Weise verwüstet. Herzog Gustav Adolf war noch unmündig, so dass es in diesem Zustand blieb. In dieser Zeit gingen auch die Galerien des Westflügels verloren. Nach dem Regierungsantritt von Gustav Adolf am 2. Mai 1654 begann für das Schloss wieder eine größere Bauphase. Der Westflügel wurde in die Form gebracht, die sich bis 1945 erhalten hat. Baumeister war Charles Philippe Dieussart, der auch in Güstrow und für das Herrenhaus Rossewitz tätig war. Er veränderte auch die Hauptfassaden des Nord- und Südflügels. Auf dem Inneren Turm in der Nordostecke des Hofes befand sich eine Wetterfahne mit der Inschrift G.A.1646. Noch 1668 wurde an der Südseite des Schlosses gebaut. Mit Gustav Adolfs Tod starb die Linie des Hauses Güstrow im Mannesstamm aus, womit das Schloss in den Besitz der Schweriner Linie der Mecklenburger überging. Seit dieser Zeit ist am Schloss nicht mehr gebaut worden.
Lediglich die Dekoration des „Weißen Saals“ im Westflügel, den in der ersten Hälfte des 18. Jahrhunderts Herzog Gustav Adolfs Tochter Auguste bewohnte, ist noch verändert worden, ebenso wie die Minerva mit den Initialen von Friedrich Franz I. (FF 1787) auf einer Wetterfahne am Portal des Ostflügels.
Die Brauerei, die sich links vor der Einfahrt zum Schloss befindet, ist ein Wirtschaftsbau aus der Zeit des Klosters, jedoch war der Bau zur Zeit des Klosters bedeutend kleiner und niedriger, er wurde erst im Jahre 1585 unter Herzog Ulrich aufgestockt, der die vormalige Brauerei während der Umbauarbeiten am Schloss Dargun wohl bewohnte.

### Klosterkirche St. Marien

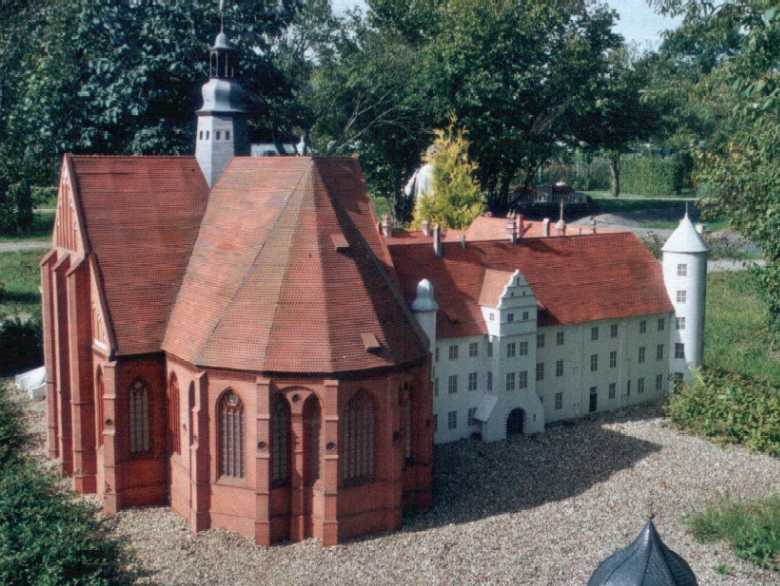
Modell von Klosterkirche und Schloss

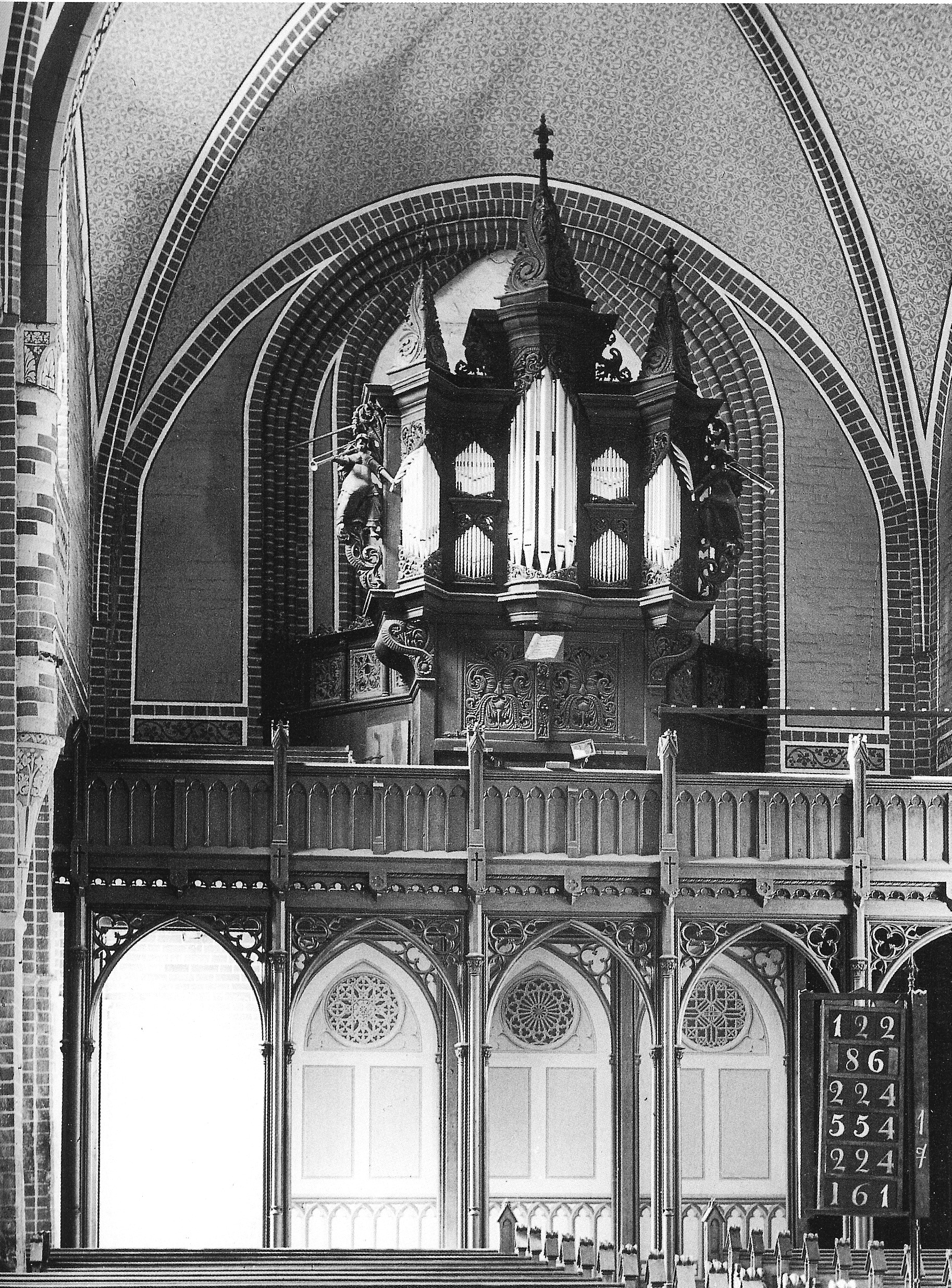
Blick zur Orgel (1934)

Die Klosterkirche geht auf die bereits bei Klostergründung 1172 vorhandene Kapelle zurück und wurde in mehreren Bauabschnitten im 13. Jahrhundert zur gotischen Hallenkirche in Backstein erweitert. 1241 fand die Grundsteinlegung eines Kirchenbaus statt, von dem sich heute die Ruine des westlichen Langhauses erhalten hat. 1292 wurde der Chor erweitert und der Kreuzgang umgestaltet. Der Chorumgang sowie das südliche Seitenschiff stammen von 1464. Der Chor und das Querhaus sind nach den Kriegszerstörungen in ruinösem Zustand erhalten. Das Langhaus wurde 2002/2003 wieder überdacht, seine Fensteröffnungen 2004 neu verglast und der Boden nach historischem Vorbild 2009 wiederhergestellt. Es wird seitdem für kulturelle Veranstaltungen genutzt. Das Langhaus wurde 2013/2014 durch textile Schallreflektoren, die eine gewölbte Decke nachbilden, akustisch ertüchtigt.

### Das Schloss
Von 1556 an wurde das Kloster über die nächsten zweihundert Jahre zu einem vierflügeligen Schloss umgebaut. Die breiten Fronten wurden mit Ecktürmen betont. 1637 brannte das Schloss aus und wurde bis 1654 erneuert. Bis Mitte des 18. Jahrhunderts diente das Schloss als Witwensitz der Mecklenburg-Güstrower Linie. Später wurde es als Wohn- und Verwaltungssitz genutzt. Das im 19. Jahrhundert unter der Leitung von Georg Adolf Demmler nochmals umgebaute Schloss brannte gegen Ende des Zweiten Weltkrieges in den ersten Maitagen 1945 völlig aus und verfiel in den Folgejahren. Obwohl es schon seit 1979 unter Denkmalschutz steht, wurden erste Teile erst seit 1991 gesichert. Im Jahre 1994 hat der schrittweise Wiederaufbau mit der Wiederherstellung des Mittelrisalits begonnen. Diese Arbeiten wurden mittlerweile abgeschlossen, der Bau beherbergt ein Informationsbüro zu Stadt und Schloss Dargun sowie die Stadtbibliothek.

### Schlosspark

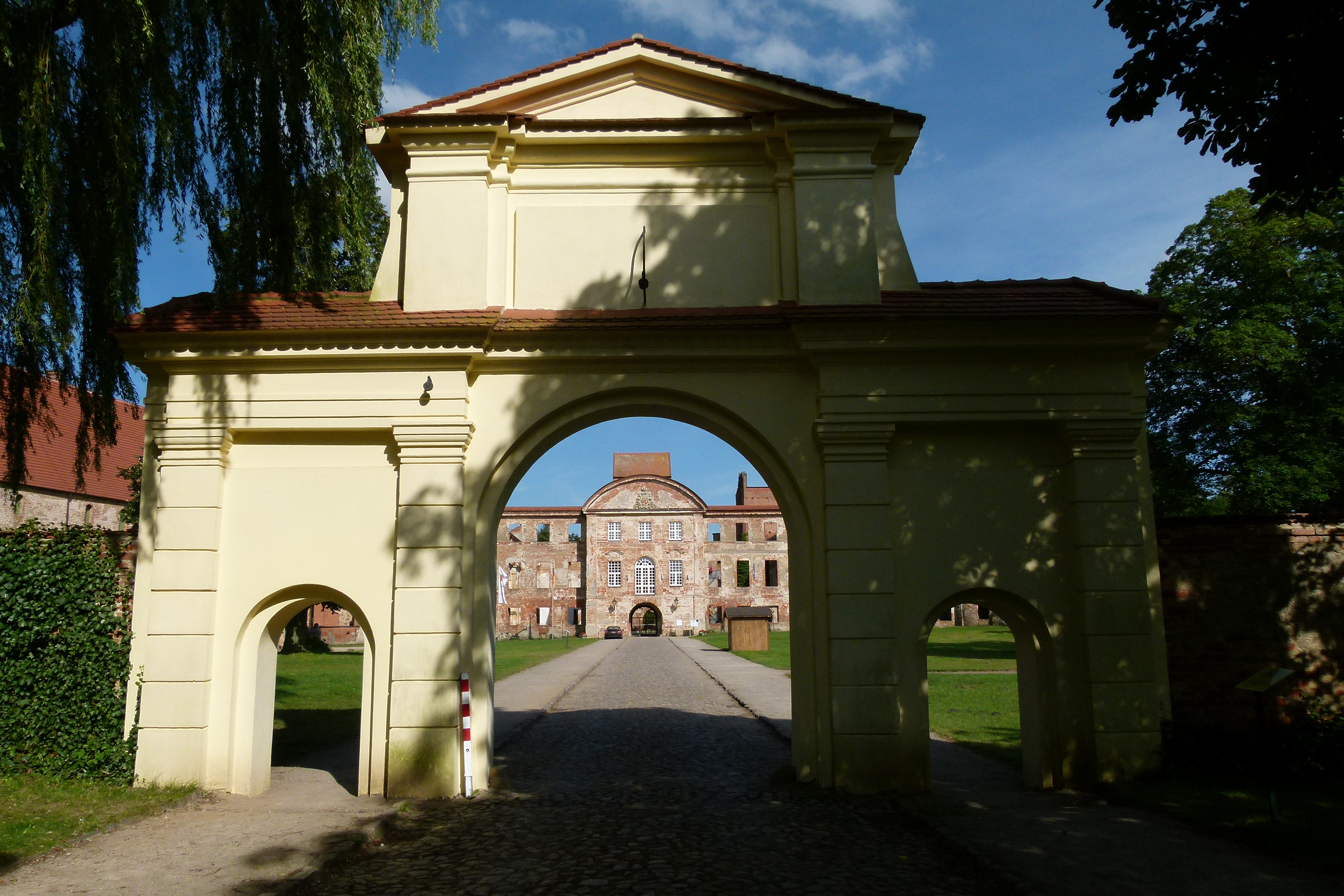
Das „Gelbe Tor“

Der Schlosspark wurde ab Beginn des 18. Jahrhunderts angelegt. Das Schloss wurde in eine axiale Anlage eingebunden, von der heute noch das Gelbe Tor und Heckengänge vom Beginn des 19. Jahrhunderts erhalten sind. Die Eiben des 3,5 Hektar großen Parks sind nahezu 300 Jahre alt. Der barocke Teepavillon im Schlosspark wird von der Stadt Dargun für standesamtliche Trauungen genutzt.

### Gästehaus und Pforte
Im am Rande des Schlossparks erhaltenen Gästehaus des Klosters befindet sich ein Heimatmuseum für Dargun. Daneben befinden sich Mauerreste des Pfortenhauses.

## Außenstandort der IGA 2003 Rostock
Während der Internationalen Gartenausstellung 2003 in Rostock war der Schlosspark Dargun einer der Außenstandorte der IGA. Im Zuge der Ausstellung wurden die doppelläufige Freitreppe zum Schlossgarten und eine Hainbuchenallee rekonstruiert.

## Die Äbte des Klosters Dargun
| Name                               | Jahre               |
| ---------------------------------- | ------------------- |
| Hermann                            | 1176                |
| Iwan                               | vor 1198            |
| Helembert                          | 1218–1219           |
| Thetmar                            | 1230–1232           |
| Heinrich I.                        | 1236–1239           |
| Nikolaus I.                        | 1241–1244           |
| Heinrich II.                       | 1245–1248           |
| Albert                             | 1249–1251           |
| Heinrich III.                      | 1253–1269           |
| Johannes I.                        | 1271–1275           |
| Hermann II.                        | 1276                |
| Johannes II.                       | 1276–1277           |
| Hildeward von Thun                 | 1282–1290           |
| Johannes III. von Ertheneburg      | 1291–1320           |
| Johannes IV. von Rostock           | 1321–1336           |
| Gerhard I.                         | 1332                |
| Johannes V. Billerbeck aus Rostock | 1336–1349           |
| Gerhard II.                        | 1349–1355           |
| Dietrich I. Wilde                  | 1358–1362           |
| … von Attendorne                   | 1362–1367           |
| Hermann III. von Riga              | 1367–1369           |
| Reiner                             | 1370–1379 1381–1387 |
| Gregor von Rostock                 | 1379–1381           |
| Gottschalk Sasse aus Rostock       | 1387–1403           |
| Rothger                            | 1406–1412           |
| Johannes VI.                       | 1415–1423           |
| Bernhard                           | 1425–1446           |
| Otto Vieregge                      | 1449–1454           |
| Johannes VII. Depzow               | 1456–1467           |
| Joachim                            | 1471                |
| Johannes VIII. Becker              | 1475–1491           |
| Peter I.                           | 1493                |
| Dietrich II. Becker (Breker)       | 1496–1514           |
| Heinrich IV.                       | 1515–1532           |
| Peter II.                          | 1534–1535           |
| Heinrich V.                        | 1535–1538           |
| Johannes IX.                       | 1539–1549           |
| Jakob Baumann                      | 1549–1552           |